# Rinascita Basket Rimini

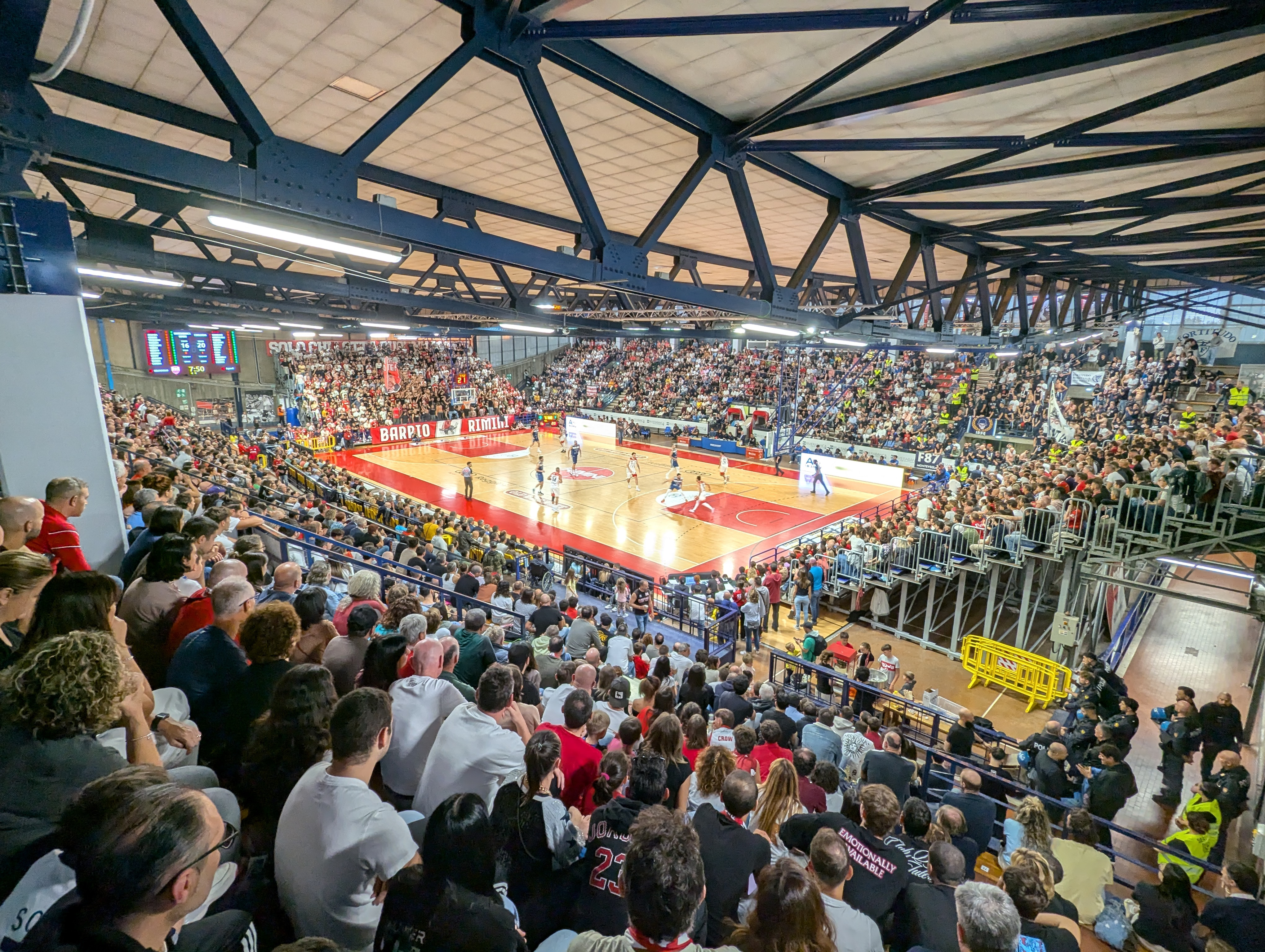
El Palasport Flaminio.

Rinascita Basket Rimini, anteriormente conocido como Basket Rimini o Crabs Rimini, es un club de baloncesto italiano con sede en la ciudad de Rímini. Cuando jugaba en las ligas profesionales, disputaba sus partidos en el Palasport Flaminio, o más tarde, en el 105 Stadium pabellón inaugurado en el año 2002 con capacidad para casi 5.000 espectadores. Actualmente, compite en la Serie A2 tras haberse refundado en 2018 y ascender desde la Serie C.
En los años 80 y 90 la cantera de Rímini ganó varios títulos nacionales juveniles y produjo al mismo tiempo muchos futuros profesionales jóvenes, como Carlton Myers, uno de los mejores jugadores italianos de todos los tiempos.

## Historia
El Basket Rimini fue fundado en 1947 como Polisportiva Libertas por un grupo de jóvenes dirigentes. En 1978, consiguió el ascenso a la Serie A2 (segundo nivel del baloncesto italiano) y en 1986 logró por fin el ascenso a la Serie A1 (primera división). En esa época logró su mejor resultado en la liga, un octavo puesto en 1986. Descendió de nuevo a la segunda división del baloncesto italiano para regresar en la temporada 1991/92. Después de una temporada en la A1, el Basket Rimini volvió a la A2 por cuatro años más. Consiguió un nuevo ascenso a la primera división en 1997. En esa época se clasificó en dos ocasiones para disputar la Copa Korać, llegando en el 2000 a los octavos de final.
Sin embargo, al año siguiente acabaría en la última posición de la liga, descendiendo a la Legadue (la antigua Serie A2), competición en la que permaneció hasta el verano de 2011, cuando los Crabs (llamados así desde el año 2001) no estaban inscritos debido a problemas financieros. El club volvió a empezar desde la DNB, el cuarto nivel nacional.
En 2018 nació un nuevo club, Rinascita Basket Rimini, que en 2020 adquirió el título deportivo del Basket Rimini Crabs. Tras partir de la Serie C, desde 2022 compite en la Serie A2.

## Patrocinadores

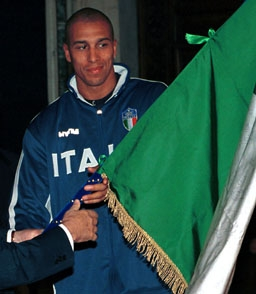
Carlton Myers comenzó y terminó su carrera en Rímini

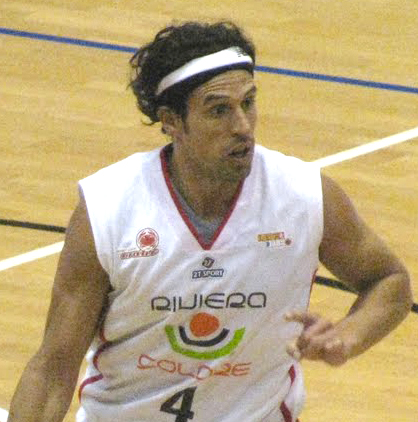
Germán Scarone, nueve temporadas y media en Rímini

Por motivo de patrocinio, el club ha tenido diversos nombres a lo largo de su historia:
- Sarila Rimini (1978-80)
- Sacramora Rimini (1981-83)
- Marr Rimini (1983-86, 1988-93)
- Hamby Rimini (1986-87)
- Biklim Rimini (1987-88)
- Olio Monini Rimini (1993-94)
- TeamSystem Rimini (1994-95)
- Koncret Rimini (1995-97)
- Pepsi Rimini (1997-00)
- Vip Rimini (2000-01)
- Conad Rimini (2001-02, 2003-05)
- Coopsette Rimini (2006-09)
- Riviera Solare Rimini (2009-10)
- Edilizia Moderna (2010)
- Immobiliare Spiga (2010-11)
- NTS Informatica (2015-18)

Como Rinascita Basket Rimini:
- Albergatore Pro (2019-20)
- RivieraBanca (2020-...)